# Terra Nova Brook
De Terra Nova Brook is een ruim 5 km lange beek in de Canadese provincie Newfoundland en Labrador. Ze bevindt zich in het Nationaal Park Terra Nova, in het oosten van het eiland Newfoundland. De beek is niet te verwarren met de in dezelfde streek, maar niet in het nationaal park, gelegen Terra Nova River.

## Geografie
De Terra Nova Brook gaat dwars doorheen het hart van het gelijknamige nationaal park. De beek ontstaat als uitstroom van Charlie Chaulk's Pond, een relatief klein meer in het westen van het gebied. Ze gaat over vrijwel haar hele loop onafgebroken in noordoostelijke richting. Ze gaat daarbij onderdoor de weg naar de gemeente Terra Nova (NL-301) en niet veel verder, op 2,4 km vóór de monding, ook onderdoor de Trans-Canada Highway (NL-1).
Ze mondt uiteindelijk na 5,4 km uit in de Big Brook, op slechts enkele honderden meters voordat die rivier zelf in de zeearm Newman Sound uitmondt.

## Vissen
De beek is rijk aan zowel Atlantische zalmen als aan bronforellen. Een onderzoek uit 1981 toonde aan dat de benedenloop van de Terra Nova Brook veel zalmen telde, maar dat deze vissen slechts zeer uitzonderlijk voorkwamen in de wateren boven de duiker onderdoor de Trans-Canada Highway. In 2002 werd hier bij de herstelling van de duiker daarom rekening mee gehouden, waardoor zalmen en forellen sindsdien opnieuw makkelijker tot aan het bronmeer kunnen zwemmen om te paaien.
De duiker onderdoor Route 301 was altijd een veel minder grote barrière voor de vissen, maar werd bij herstellingswerken aan die weg in 2009–2011 ook aangepast om hun verplaatsingen beter te faciliteren.